# Municipio de Nelson (Ohio)
El municipio de Nelson (en inglés: Nelson Township) es un municipio ubicado en el condado de Portage en el estado estadounidense de Ohio. En el año 2010 tenía una población de 3148 habitantes y una densidad poblacional de 50,25 personas por km².

## Geografía
El municipio de Nelson se encuentra ubicado en las coordenadas 41°18′51″N 81°2′36″O / 41.31417, -81.04333. Según la Oficina del Censo de los Estados Unidos, el municipio tiene una superficie total de 62.64 km², de la cual 62,19 km² corresponden a tierra firme y (0,73 %) 0,46 km² es agua.

## Demografía
Según el censo de 2010, había 3148 personas residiendo en el municipio de Nelson. La densidad de población era de 50,25 hab./km². De los 3148 habitantes, el municipio de Nelson estaba compuesto por el 98,48 % blancos, el 0,51 % eran afroamericanos, el 0,22 % eran amerindios, el 0,06 % eran asiáticos, el 0,06 % eran de otras razas y el 0,67 % eran de una mezcla de razas. Del total de la población el 0,41 % eran hispanos o latinos de cualquier raza.